# Маріо Мартін
Маріо Мартін Ріельвес (ісп. Mario Martín Rielves, 5 березня 2004, Сонсека) — іспанський футболіст, півзахисник клубу «Реал Кастілья».

## Клубна кар'єра
Вихованець клубів «Сонсека», «Толедо» та «Оделот Толетум», а 2016 року потрапив до академії столичного клубу «Реал Мадрид». 3 2021 року став грати за резервну команду «Реал Кастілья».
26 січня 2023 року дебютував у складі основної команди «Реала» у чвертьфінальному матчі Кубка Іспанії проти «Атлетіко» (3:1) після того, як вийшов на заміну на 115-й хвилині замість Родріго Гоеса. У лютому 2023 року потрапив до заявки основної команди на Клубний чемпіонат світу 2022 року в Марокко, але на турнірі на поле не виходив, а його команда стала чемпіоном світу.

## Титули і досягнення
- Переможець Клубного чемпіонату світу (1): 2022
- Володар Суперкубка Іспанії (1): 2023